# Bidirectional Scattering Surface Reflectance Distribution Function
Die Bidirectional Scattering Surface Reflectance Distribution Function (BSSRDF, dt.: Bidirektionale Oberflächenstreuungs-Reflektanzverteilungsfunktion) ist eine Funktion zur Beschreibung des Reflexionsverhaltens eines Materials mit Volumenstreuung.
Im Unterschied zur BRDF ist die Reflexion eines Lichtstrahles an einem gegebenen Punkt nicht nur vom Einfalls- und auch vom Betrachtungswinkel, sondern auch vom Punkt, an dem der Lichtstrahl in das Material eintrat, abhängig. Dadurch kommen zur BRDF noch zwei oder drei weitere Dimensionen hinzu.
Im Bereich der 3D-Computergrafik kommt der BSSRDF lediglich eine theoretische Bedeutung zu. In der Praxis wird sie durch ein vereinfachtes Modell ersetzt, bei dem über das gesamte Material eine Phasenfunktion mit einem Absorptions- und Streuungskoeffizient angegeben wird. 